# Campeonato Mundial de Halterofilismo de 2010 - Até 62 kg masculino
A categoria até 62 kg masculino foi um evento do Campeonato Mundial de Halterofilismo de 2010, disputado no Centro de Exposição de Antália, em Antália, na Turquia, entre 18 e 19 de setembro de 2010. 

## Calendário
Horário local (UTC+3)
| Dia            | Horário | Fase    |
| -------------- | ------- | ------- |
| 18 de setembro | 08:00   | Grupo D |
| 19 de setembro | 08:00   | Grupo C |
| 19 de setembro | 11:30   | Grupo B |
| 19 de setembro | 18:00   | Grupo A |

## Medalhistas
| Evento    | Ouro             | Ouro   | Prata             | Prata  | Bronze                | Bronze |
| --------- | ---------------- | ------ | ----------------- | ------ | --------------------- | ------ |
| Arranque  | Kim Un-guk (PRK) | 147 kg | Erol Bilgin (TUR) | 143 kg | Ding Jianjun (CHN)    | 142 kg |
| Arremesso | Zhang Jie (CHN)  | 174 kg | Kim Un-guk (PRK)  | 173 kg | Eko Yuli Irawan (INA) | 172 kg |
| Total     | Kim Un-guk (PRK) | 320 kg | Zhang Jie (CHN)   | 315 kg | Erol Bilgin (TUR)     | 314 kg |

## Recordes
Antes desta competição, o recorde mundial da prova era o seguinte:
| Recorde         | Tipo      | Atleta            | Peso   | Local    | Data                 |
| Recorde Mundial | Arranque  | Shi Zhiyong (CHN) | 153 kg | Esmirna  | 28 de junho de 2002  |
| Recorde Mundial | Arremesso | Le Maosheng (CHN) | 182 kg | Busan    | 2 de outubro de 2002 |
| Recorde Mundial | Total     | Zhang Jie (CHN)   | 326 kg | Kanazawa | 28 de abril de 2008  |

## Resultado
Os resultados foram os seguintes. 
| Pos.              | Atleta                       | Grupo | Peso  | Arranque (kg) | Arranque (kg) | Arranque (kg) | Arranque (kg)     | Arremesso (kg) | Arremesso (kg) | Arremesso (kg) | Arremesso (kg)    | Total |
| Pos.              | Atleta                       | Grupo | Peso  | 1             | 2             | 3             | Resultado         | 1              | 2              | 3              | Resultado         | Total |
| ----------------- | ---------------------------- | ----- | ----- | ------------- | ------------- | ------------- | ----------------- | -------------- | -------------- | -------------- | ----------------- | ----- |
| Medalha de ouro   | Kim Un-guk (PRK)             | A     | 61.51 | 140           | 145           | 147           | Medalha de ouro   | 170            | 173            | 173            | Medalha de prata  | 320   |
| Medalha de prata  | Zhang Jie (CHN)              | A     | 61.90 | 141           | 146           | 146           | 4                 | 171            | 174            | 180            | Medalha de ouro   | 315   |
| Medalha de bronze | Erol Bilgin (TUR)            | A     | 61.64 | 138           | 143           | 143           | Medalha de prata  | 166            | 171            | 171            | 5                 | 314   |
| 4                 | Eko Yuli Irawan (INA)        | A     | 61.64 | 135           | 140           | 143           | 5                 | 166            | 171            | 172            | Medalha de bronze | 312   |
| 5                 | Ji Hun-min (KOR)             | A     | 61.74 | 137           | 137           | 143           | 6                 | 158            | 167            | 172            | 4                 | 309   |
| 6                 | Ding Jianjun (CHN)           | A     | 61.97 | 138           | 142           | 146           | Medalha de bronze | 160            | —              | —              | 10                | 302   |
| 7                 | Ümürbek Bazarbaýew (TKM)     | A     | 61.70 | 133           | 133           | 140           | 7                 | 155            | 160            | 165            | 6                 | 298   |
| 8                 | Muhammad Hasbi (INA)         | B     | 61.22 | 123           | 128           | 131           | 8                 | 153            | 158            | 161            | 7                 | 292   |
| 9                 | Withawat Kritphet (THA)      | B     | 61.75 | 125           | 129           | 132           | 9                 | 155            | 161            | 164            | 8                 | 290   |
| 10                | Diego Salazar (COL)          | A     | 61.50 | 128           | 128           | 132           | 11                | 160            | 165            | 165            | 9                 | 288   |
| 11                | Ruslan Alpanov (UZB)         | B     | 61.90 | 124           | 127           | 129           | 10                | 153            | 157            | 162            | 11                | 286   |
| 12                | Masakazu Ioroi (JPN)         | B     | 61.60 | 122           | 125           | 127           | 12                | 146            | 151            | 154            | 13                | 281   |
| 13                | Damian Wiśniewski (POL)      | B     | 61.96 | 120           | 125           | 127           | 13                | 146            | 151            | 154            | 15                | 278   |
| 14                | Ahmed Saad (EGY)             | B     | 61.91 | 121           | 121           | 122           | 16                | 151            | 156            | 156            | 14                | 273   |
| 15                | Meretguly Sähetmyradow (TKM) | B     | 61.85 | 121           | 125           | 128           | 14                | 145            | 145            | 150            | 19                | 270   |
| 16                | Iurie Dudoglo (MDA)          | C     | 61.67 | 117           | 121           | 125           | 17                | 140            | 145            | 148            | 17                | 266   |
| 17                | Namechand Sunil Kumar (IND)  | D     | 61.13 | 118           | 122           | 122           | 15                | 143            | 143            | 143            | 21                | 265   |
| 18                | Pongsak Maneetong (THA)      | B     | 61.98 | 115           | 120           | 120           | 23                | 150            | 155            | 155            | 16                | 265   |
| 19                | Kévin Caesemaeker (FRA)      | C     | 61.61 | 117           | 117           | 117           | 19                | 140            | 144            | 149            | 20                | 261   |
| 20                | Alex Lee (USA)               | C     | 61.83 | 110           | 115           | 118           | 21                | 145            | 153            | 153            | 18                | 260   |
| 21                | Yann Aucouturier (FRA)       | C     | 61.57 | 117           | 117           | 120           | 18                | 138            | 142            | 142            | 26                | 255   |
| 22                | Yosuke Nakayama (JPN)        | C     | 61.71 | 113           | 117           | 117           | 24                | 137            | 142            | 142            | 23                | 255   |
| 23                | Iván García (ESP)            | D     | 61.88 | 110           | 115           | 118           | 22                | 135            | 140            | 143            | 24                | 255   |
| 24                | Jasvir Singh (CAN)           | D     | 61.84 | 107           | 107           | 112           | 29                | 143            | 148            | 148            | 22                | 250   |
| 25                | Gerasimos Melas (GRE)        | D     | 61.96 | 100           | 105           | 107           | 30                | 135            | 140            | 145            | 25                | 247   |
| 26                | Acorán Hernández (ESP)       | C     | 61.79 | 111           | 116           | 116           | 25                | 132            | 137            | 137            | 30                | 243   |
| 27                | Massimiliano Rubino (ITA)    | C     | 61.38 | 108           | 114           | 114           | 27                | 133            | 133            | —              | 28                | 241   |
| 28                | Petr Petrov (CZE)            | D     | 61.42 | 105           | 109           | 112           | 26                | 132            | 137            | 137            | 29                | 241   |
| 29                | Alphonso Adonis (RSA)        | D     | 61.00 | 100           | 100           | 106           | 32                | 130            | 135            | 137            | 27                | 237   |
| 30                | Zied Gugannouni (TUN)        | D     | 61.68 | 100           | 106           | 107           | 28                | 130            | 130            | 136            | 31                | 237   |
| 31                | Wayne Healy (IRL)            | D     | 61.77 | 101           | 101           | 104           | 31                | 125            | 125            | 128            | 32                | 229   |
| —                 | Marius Gîscan (ROU)          | D     | 61.95 | 116           | 120           | 120           | 20                | 160            | 160            | 161            | —                 | —     |
| —                 | Bünyamin Sezer (TUR)         | A     | 61.59 | 138           | 138           | 138           | —                 | 150            | 150            | 155            | 12                | —     |
| —                 | Nizom Sangov (TJK)           | D     | 61.77 | 105           | 110           | 114           | —                 | 125            | 130            | 130            | —                 | —     |
| —                 | Mohammed Al-Hubail (KSA)     | D     | 61.13 | 110           | 115           | 118           | —                 | 140            | 140            | 141            | —                 | —     |
| —                 | Sfah Hafid (IRQ)             | C     | 61.16 | 110           | 110           | 110           | —                 | 130            | 130            | 130            | —                 | —     |